# 耳罩
耳罩是一種蓋住耳朵並戴在頭上的物品，用於保暖或保護聽力。兩種類型的耳罩都由熱塑性或金屬頭帶組成，頭帶可套在頭頂或後腦勺，兩端各有一個耳墊或耳罩，通常可以覆蓋雙耳。聽力保護耳罩是一種個人防護裝備。

## 歷史
保暖耳罩是由緬因州法明頓的切斯特·格林伍德於 1873 年發明的，當時他 15 歲。 據報道，他在滑冰時萌生了這個想法，並請他的祖母將一簇簇毛皮縫在金屬絲圈之間。他的專利是一種改良的耳罩，他和當地的員工在法明頓地區生產這種耳罩近 60 年。

## 寒冷天氣

### 耳罩與帽子
戴上保暖耳罩是為了防寒。由於耳朵從頭部兩側延伸出來用於收集聲波，因此耳朵的皮膚表面積與體積之比很高，而肌肉組織卻很少，這使得耳朵成為氣溫下降時最先感到不適的身體部位之一。有些人即使身體大部分區域都溫暖舒適，也會感到不適，尤其是在劇烈運動時。風常常會導致耳朵比頭部其他部位冷得多。當耳朵感到不適的寒冷，而身體其他部位卻溫暖得多時，用冬帽或夾克的兜帽遮住耳朵可能會導致頭部或身體感到不適的炎熱，甚至可能導致頭部出汗，這在寒冷的天氣中非常危險。耳罩可以只用於保暖耳朵，避免身體其他部位過熱或積聚劇烈運動產生的熱量。

### 保暖耳罩的種類
保暖耳罩主要有兩種。一種結構類似大型耳機，耳罩頂部有一條帶子。另一種是由兩個圓形的耳塞組成，耳塞由一種能發熱的材料製成，連接到一條環繞頭部後方的厚頭帶上。有些頭帶又厚又寬，足以保暖耳朵，這種耳罩被稱為「耳罩」。

## 聽力保護

### 隔音耳罩
分為一般性的、工業用的及睡眠專用的。在工业上，如果长期在噪声的环境下工作，会对人的耳朵造成严重的伤害。戴上隔音耳罩就是简单有效的一种保护耳朵的劳动保护措施。隔音耳罩大多以塑料制成，里面衬有泡沫或海绵垫层。耳罩不仅能覆盖双耳，还能罩住部分颅骨，以减低一部分通过听小骨传到内耳的噪声。隔音耳罩用于噪声强度为110分贝的中频噪声的场合，对于140分贝的噪声，即使是低频，也要同时戴上耳塞和隔音耳罩，或带帽盔。

## 應用
隨著科技進步，研發出耳罩形狀的耳機，既可清楚接收到聲音，也可隔絕其他聲音。

## 外部連結
- National Institute for Occupational Safety and Health - Hearing Protector Device Compendium
- "Mallock-Armstrong Ear Defender" a 1925 Flight article